# ラ・ヴィルデュー＝アン＝フォントネット
ラ・ヴィルデュー＝アン＝フォントネット （La Villedieu-en-Fontenette）は、フランス、ブルゴーニュ＝フランシュ＝コンテ地域圏、オート＝ソーヌ県のコミューン。

## 歴史
1186年、聖ヨハネ騎士団がこの地に病院を設立し、ヴィッラ・デイ（Villa Dei）と名付けた。1373年にこのコマンドリーはPreceptoria Ville Dei de Fontenatesの名で言及されている。

## 人口統計
| 1962年 | 1968年 | 1975年 | 1982年 | 1990年 | 1999年 | 2008年 | 2013年 |
| ------ | ------ | ------ | ------ | ------ | ------ | ------ | ------ |
| 178    | 185    | 162    | 196    | 177    | 155    | 179    | 184    |

参照元:1962年から1999年までは複数コミューンに住所登録をする者の重複分を除いたもの。それ以降は当該コミューンの人口統計によるもの。1999年までEHESS/Cassini、2004年以降INSEE。